# Mucronella
Mucronella Fr. (drobnokolec) – rodzaj grzybów z rzędu pieczarkowców (Agaricales). W Polsce występuje jeden gatunek

## Charakterystyka
Grzyby kortycjoidalne o bazydiokarpie bardzo drobnym i przeważnie niepozornym, składającym się z bardzo drobnych kolców. System strzępkowy monomityczny, strzępki szkliste, z przegrodami lub ze sprzążkami. Brak cystyd, ale mogą występować cystydiole i strzępki gleocystydialne. Podstawki mniej lub bardziej maczugowate z czterema sterygmami. Bazydiospory elipsoidalne, gładkie, cienkościenne, szkliste, w odczynniku Melzera słabo lub wyraźnie amyloidalne.
Mucronella makroskopowo charakteryzuje się niepozornym owocnikiem, utworzonym przez małe, tworzące skupiska kolce, mikroskopowo brakiem cystyd i amyloidalnymi bazydiosporami.

## Systematyka i nazewnictwo
Pozycja w klasyfikacji według Index Fungorum: Clavariaceae, Agaricales, Agaricomycetidae, Agaricomycetes, Agaricomycotina, Basidiomycota, Fungi. Synonimy naukowe: Mucronia Fr., Myxomycidium Massee.
Polską nazwę nadał Władysław Wojewoda w 1999 r.
Gatunki występujące w Polsce:
- Mucronella bresadolae (Quél.) Corner 1970[5]
- Mucronella calva (Alb. & Schwein.) Fr. 1874 – drobnokolec żółknący[2]
- Mucronella flava Corner 1953[5]
- Mucronella pulchra Corner 1970[5]

Nazwy naukowe na podstawie Index Fungorum. Wykaz gatunków i nazwy polskie według Władysław Wojewody i innych.